# Reise nach Jerusalem – Kudüs'e seyahat
"Reise nach Jerusalem – Kudüs'e seyahat" ("Viagem a Jerusalém" em alemão e em turco) foi a canção que representou a Alemanha no Festival Eurovisão da Canção 1999 que teve lugar em 29 de maio de 1999, em Jerusalém.
A canção foi interpretada em quatro idiomas (alemão, inglês, turco e hebraico) pela banda Sürpriz. Como curiosidade, foi a primeira vez que a Alemanha se fez representar com cantores da importante comunidade turca na Alemanha)
Foi a vigésima-primeira canção a ser interpretada na noite do festival, a seguir à canção de Malta "Believe 'n Peace", cantada pela banda Times Three e antes da canção da Bósnia e Herzegovina "Putnici", interpretada por Dino e Béatrice. Terminou a competição num inesperado 3º lugar, tendo recebido um total de  140 pontos. No anos eguinte, em 2000, a Alemanha foi representada por Stefan Raab com  "Wadde hadde dudde da?".

## Autores
- Letrista:Bernd Meinunger
- Compositor: Ralph Siegel